# Carlo De Ferrari
Carlo De Ferrari (Prato allo Stelvio, 2 ottobre 1885 – Trento, 14 dicembre 1962) è stato un arcivescovo cattolico italiano.

## Biografia

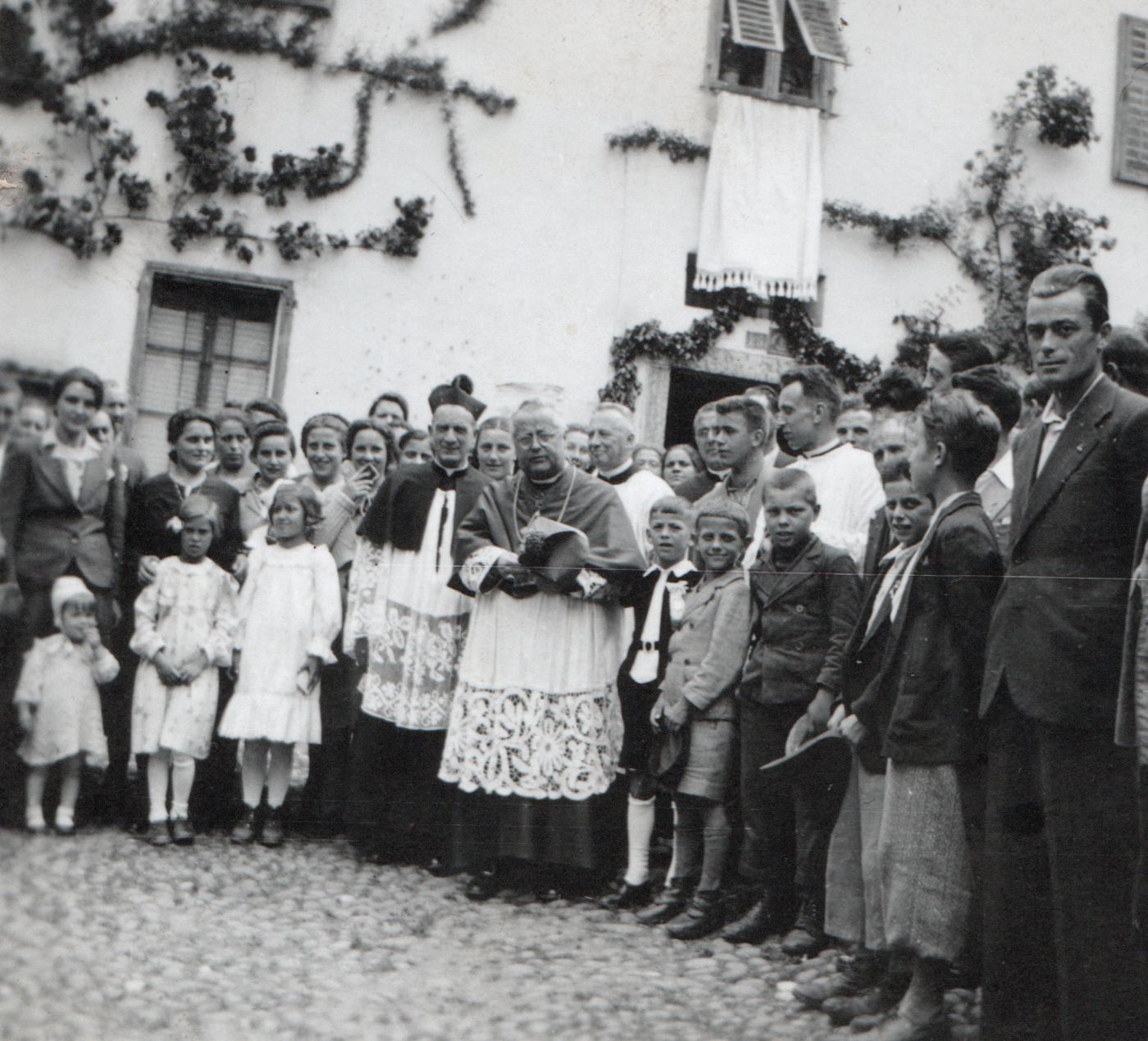
Carlo De Ferrari (al centro) con la popolazione di Piazzo (Segonzano), durante una visita pastorale il 7 giugno 1943

Il vescovo De Ferrari in visita al cantiere della diga di Stramentizzo nel 1953

Il vescovo De Ferrari presiede la cerimonia d'inaugurazione del ponte dei Tringoì presso Bersone, 1948

Proveniente da una famiglia di origini trentine, è originario di frazione Montechiaro a Prato allo Stelvio - all'epoca territorio austroungarico - dove nacque il 2 ottobre 1885.
Entrò nella Congregazione delle Sacre Stimmate di Nostro Signore Gesù Cristo e venne ordinato sacerdote l'8 agosto 1909.
Il 16 dicembre 1935 papa Pio XI lo nominò vescovo di Carpi ed il 12 gennaio 1936 ricevette la consacrazione episcopale da parte del cardinale Raffaele Carlo Rossi.
Il 12 aprile 1941 venne scelto a succedere all'arcivescovo Celestino Endrici come nuovo arcivescovo di Trento.
Fu l'ultimo arcivescovo di Trento a fregiarsi della carica di principe vescovo e del titolo di Sua Altezza conservati come onorifici anche dopo la soppressione del principato fino al 1953 quando per volere di papa Pio XII tutti i titoli nobiliari ecclesiastici furono aboliti.
A seguito di un malore che gli rese difficoltosa la cura pastorale dell'arcidiocesi, nel 1961 papa Giovanni XXIII nominò come amministratore apostolico di Trento il vescovo di Bressanone Joseph Gargitter, che continuò il suo ruolo fino alla nomina nel 1963 del successore Alessandro Maria Gottardi.
Morì a Trento il 14 dicembre 1962.

## Genealogia episcopale e successione apostolica
La genealogia episcopale è:
- Cardinale Scipione Rebiba
- Cardinale Giulio Antonio Santori
- Cardinale Girolamo Bernerio, O.P.
- Arcivescovo Galeazzo Sanvitale
- Cardinale Ludovico Ludovisi
- Cardinale Luigi Caetani
- Cardinale Ulderico Carpegna
- Cardinale Paluzzo Paluzzi Altieri degli Albertoni
- Papa Benedetto XIII
- Papa Benedetto XIV
- Papa Clemente XIII
- Cardinale Marcantonio Colonna
- Cardinale Giacinto Sigismondo Gerdil, B.
- Cardinale Giulio Maria della Somaglia
- Cardinale Carlo Odescalchi, S.I.
- Cardinale Costantino Patrizi Naro
- Cardinale Lucido Maria Parocchi
- Papa Pio X
- Cardinale Gaetano De Lai
- Cardinale Raffaele Carlo Rossi, O.C.D.
- Arcivescovo Carlo De Ferrari, C.S.S.

La successione apostolica è:
- Vescovo Sisto Mazzoldi, M.C.C.I. (1951)